# Ixmatlahuacan (municipalité)
La municipalité d'Ixmatlahuacan est l'une des 212 municipalités de l'État de Veracruz, et est située dans la partie sud-est de cet État, au Mexique. Celle-ci se trouve dans le golfe du Mexique, en retrait de la côte. Inscrite dans la plaine côtière, elle appartient à la partie occidentale du bassin du fleuve Río Papaloapan. Son chef-lieu est la ville éponyme d'Ixmatlahuacan. Cette municipalité dépend de la région administrative de Papaloapan, qui est une des 10 subdivisions administratives de l'État de Veracruz.

## Géographie
La municipalité d'Ixmatlahuacan s'étend du nord-ouest au sud-est au cœur bassin du fleuve Río Papaloapan. Elle est traversée du sud au nord, sur son flanc occidental, par la rivière Hondo et comprend dans sa partie occidentale plusieurs lacs, tels que Chalpa et Coralillo, dont la plupart, à l'exception du Chalca, communique au nord avec la lagune d'Alvarado, exutoire du Río Papaloapan avant son déversement en mer. Son chef-lieu est la ville éponyme d'Ixmatlahuacan, qui occupe les deux rives du Río Hondo. Son territoire couvre une superficie de 347,4 km2, et était peuplé en 2015 de 5790 habitants, pour une densité de 16,7 habitants par km2.
La municipalité est limitrophe au nord de celle d'Alvarado, à l'ouest de celles de Ignacio de la Llave, Tierra Blanca, au sud de celle de Cosamaloapan de Carpio, et à l'est de celles de Carlos A. Carrillo, d'Amatitlán et d'Acula.

## Composition et démographie
La municipalité était composée en 2015 de 115 localités, dont une seule était considérée comme urbaine, les autres étant rurales.
| Localité            | Population |
| ------------------- | ---------- |
| Ixmatlahuacan       | 1858       |
| Chicalpextle        | 709        |
| Pachuca             | 671        |
| Mozapa              | 531        |
| Las Cuatas          | 499        |
| Reste des localités | 1459       |
| Total population    | 5727       |

En plus de l'espagnol, une langue amérindienne est parlée dans la municipalité : le mazatèque, le chinantèque et le nahuatl.

## Histoire
La municipalité existe depuis 1831. Elle change de nom en 1932, et de Santiago Ixmatlahuacan, devient Ixmatlahuacan.

## Économie

### Agriculture et élevage
La superficie des parcelles semées représentait en 2016 une surface totale 4455 hectares, parmi lesquels 4034,1 hectares étaient voués à la culture de la canne à sucre, 350 hectares étaient voués à la culture du maïs, et 28,6 hectares voués à la production de graines de canne à sucre.
En 2016, la production de viande par tonnes comprenait 735 tonnes de viande bovine, 57,7 tonnes de viande porcine, 21 tonnes de viande ovine, 30 tonnes de volailles et 3 tonnes de dinde. La superficie vouée à l'élevage représentait alors 12 997 hectares.